# Ectropoceros isoplaca
Ectropoceros isoplaca is een vlinder uit de familie van de echte motten (Tineidae). De wetenschappelijke naam van de soort werd als Tinea isoplaca in 1911 gepubliceerd door Edward Meyrick.